# Меріндад-де-Вальдів'єльсо
Меріндад-де-Вальдів'єльсо (ісп. Merindad de Valdivielso) — муніципалітет в Іспанії, у складі автономної спільноти Кастилія-і-Леон, у провінції Бургос. Населення — 433 особи (2010).
Муніципалітет розташований на відстані близько 270 км на північ від Мадрида, 55 км на північ від Бургоса.
На території муніципалітету розташовані такі населені пункти: (дані про населення за 2010 рік)
- Ель-Альміньє: 22 особи
- Арройо-де-Вальдів'єльсо: 26 осіб
- Кондадо: 70 осіб
- Ос-де-Вальдів'єльсо: 32 особи
- Панісарес: 12 осіб
- Побласьйон-де-Вальдів'єльсо: 29 осіб
- Пуенте-Аренас: 51 особа
- Кеседо: 20 осіб
- Кінтана-де-Вальдів'єльсо: 56 осіб
- Санта-Олалья-де-Вальдів'єльсо: 19 осіб
- Тарталес-де-лос-Монтес: 14 осіб
- Тоба-де-Вальдів'єльсо: 3 особи
- Вальденоседа: 61 особа
- Валермоса: 18 осіб

## Демографія
Динаміка населення (INE ):